# Бескид, Гавриил Евгеньевич
Гавриил Евгеньевич Бескид (28 сентября 1929, Кошице, Первая Чехословацкая Республика) — русинский педагог, публицист, общественный деятель.
Родился в Кошице в семье приходского священника Евгения Бескида. Приходился племянником Антону Бескиду, губернатору Подкарпатской Руси. Большую часть детства провёл в карпатском селе Легнава Старолюбовнянского округа Словакии. В 1948 году окончил Русскую гимназию в Пряшеве, а в 1953 году Высшую педагогическую школу в Братиславе. С этого времени до 1991 года преподавал русский язык в пряшевских средних специальных школах. В начале 1990-х годов, когда появилась такая возможность, Бескид активно включился в дело русинского возрождения.